# Desegregación

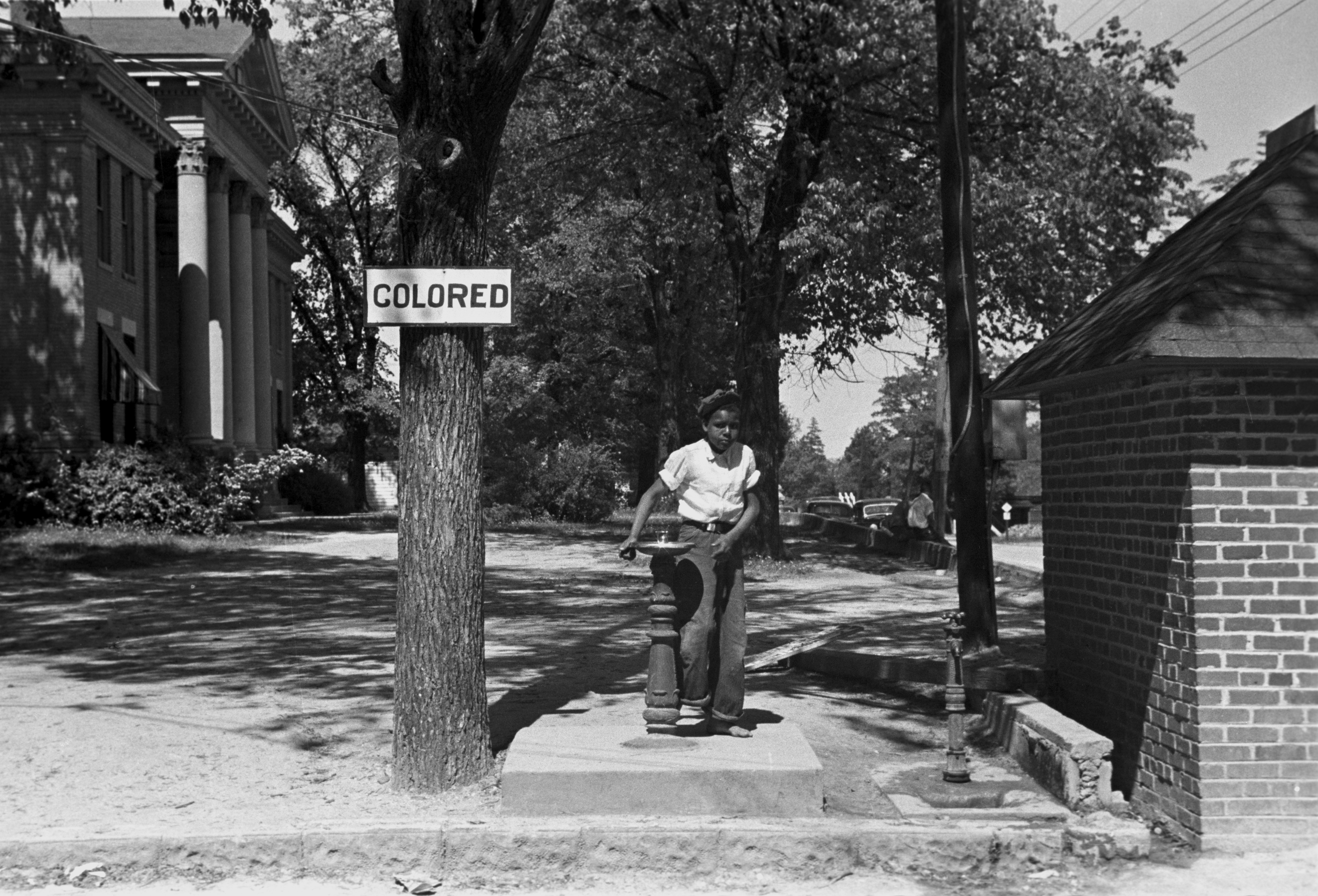
Fuente en el tribunal del condado, Halifax, Carolina del Norte

La desegregación es un proceso encaminado a poner fin a la segregación racial, usualmente utilizado en los Estados Unidos. La desegregación fue por muchos años uno de los enfoques del movimiento por los derechos civiles en Estados Unidos, tanto antes como después del fallo de la Corte Suprema de los Estados Unidos, Brown v. Board of Education, particularmente dirigido a acabar con la segregación racial en el sistema de escuelas públicas y en el ejército, siendo su objetivo más ambicioso lograr la integración racial. 

## Movimiento abolicionista
La reacciones que produjo la esclavitud y la respuesta apropiada con la que se debió actuar fue muy variada, incluso entre sus opositores. Algunas personas que apoyaban la abolición estaban también a favor de la idea de que al liberar a los negros estos fueran enviados a África, mientras que otros exigían una integración racial inmediata que tomara el lugar de la esclavitud. Aunque la esclavitud fue prohibida por ley en EE. UU. después de la guerra civil estadounidense, muchos de sus efectos permanecieron.